# David Reinhardt

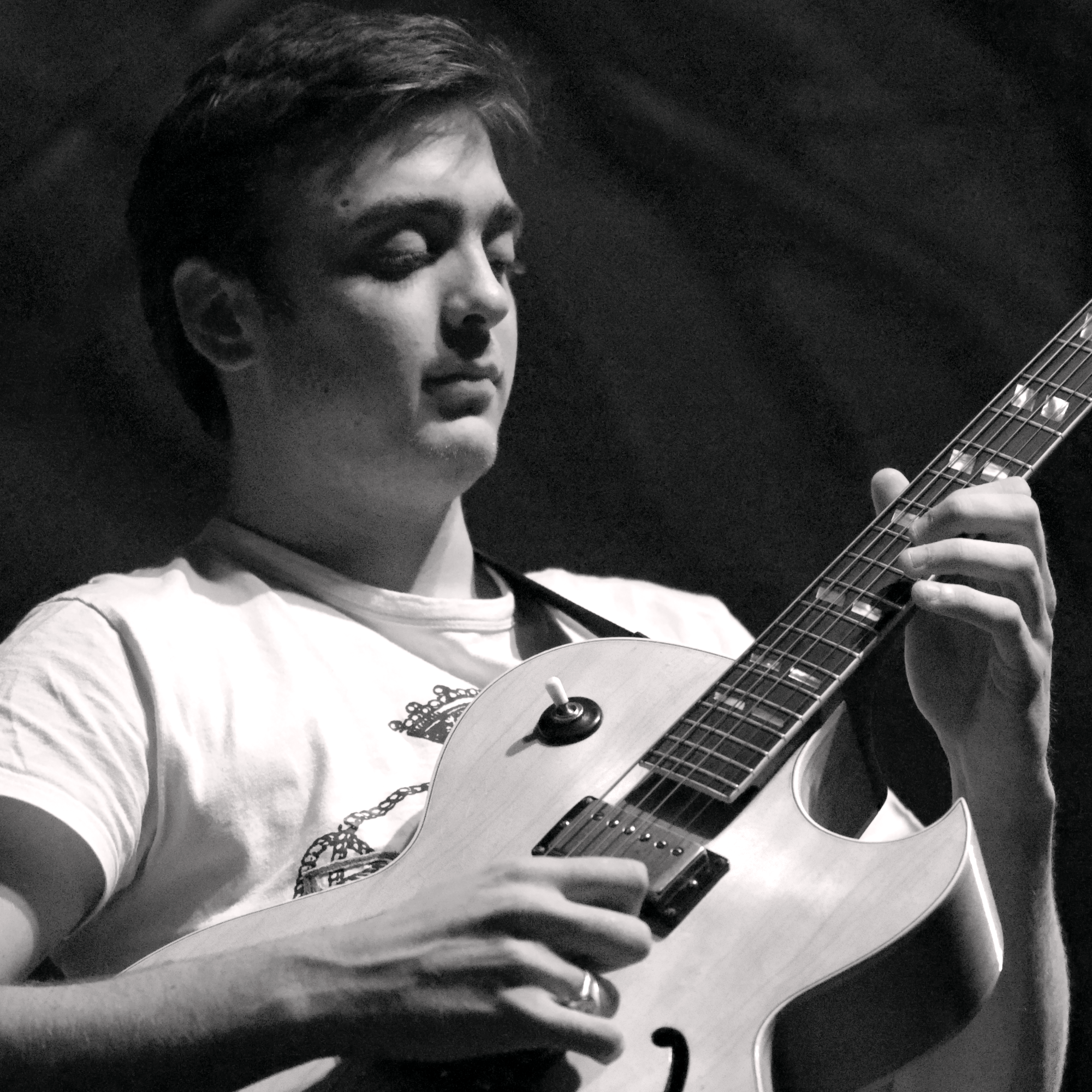
David Reinhardt (2007)

David Reinhardt (* 23. Dezember 1986 in Longjumeau, Île-de-France) ist ein französischer Gitarrist des Gypsy-Jazz.

## Leben und Wirken
Reinhardt stammt aus einer musikalischen Familie. Er ist der Sohn von Babik Reinhardt und ein Enkel von Django Reinhardt. Bereits mit sechs Jahren begleitete er seinen Vater. Seitdem spielte er in zahlreichen Formationen des Genres, etwa im Trio Gitan von Christian Escoudé (wo er 2008 auf dem Album 20 Ans de Trio Gitan seinen Vater ersetzte); auch trat er mit Romane, Stochelo Rosenberg oder mit Florin Niculescu auf. Seit 2008 leitet er sein eigenes Trio mit dem Organisten Florent Gac und dem Schlagzeuger Yoann Serra. Auch wählte er die Musik für das Album Jazz manouche Vol. 6 aus. Der französische Gitarrenbauer Jean-Baptiste Castelluccia baut ein nach ihm benanntes Gitarrenmodell.

## Diskographische Hinweise
- David Reinhardt Trio (mit Noé Reinhardt, Samy Daussat, RDC Records, 2004)
- David Reinhardt Trio and Guests: The Way of Heart (Cristal Records, 2008, mit u. a. Olivier Témime, Cyrille Aimée, Sébastien Giniaux)
- Django, Babik, David Reinhardt 100 ans de Reinhardt (Cristal Records, 2010)
- Colombe (Cristal Records, 2011)